# Санада Масаюкі
Санада Масаюкі (яп. 真田昌幸; 1547 - 13 липня 1611) — японський самурай і дайме періоду Сенгоку. Глава клану Санада, васала клану Такеда.
Разом зі своїм батьком і братами Масаюкі служив клану Такеда під час його розквіту, коли клан очолював Такеда Шінґен. Після його падіння Масаюкі очолив свій клан, і, незважаючи на невелику владу, йому вдалося утвердитися як незалежний дайме при режимі Тойотомі Хідейосі завдяки вмілим політичним маневрам серед могутніх кланів Токугава, Ґо-Ходзьо і Уєсугі.
Відомий тим, що переміг потужну армію Токугава в облозі замку Уеда. Масаюкі тепер вважається одним з найбільших військових стратегів своєї епохи.

## Біографія

### Молоді роки

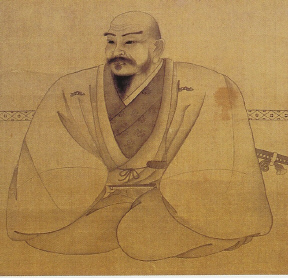
Санада Юкітака

Санада Масаюкі народився 1547 року в сім'ї японського самурая Санада Юкітакі (1512 - 1574). У дитинстві його звали - Генгоро (яп. 源五郎). При народженні він не мав права успадковувати батькові через двох своїх старших братів, Нобуцуні і Масатеру.
У 1553 році, в сім років, він був відправлений в клан Такеда в Каї як заручник. Там він стає одним з шести молодих слуг, близьких до 
Шінґена. Він входить до числа «двадцяти чотирьох генералів» Такеда, разом з батьком і двома старшими братами.
У 1558 році він став прийомним сином сім'ї Муто, гілки клану Ої, з якого сталася мати Сінгена, і прийняв ім'я - Муто Кіхей (яп. 武藤喜兵衛). У 1564 році він одружився з Яманоте-доно (яп. 山手), дочкою Уди Йорітаді, який був місцевим правителем провінції Тотомі. Пізніше вона народила йому двох синів Нобуюкі і Нобусіге. У цей період він брав участь у багатьох битвах, в тому числі в четвертій битві при Каванакадзіма (1561). Крім того, з 1572 року він приєднався до Сінгена в його кампанії проти кланів Ода і Токугава і взяв участь у битві при Мікатаґахарі (1573).

## Васал Такеди

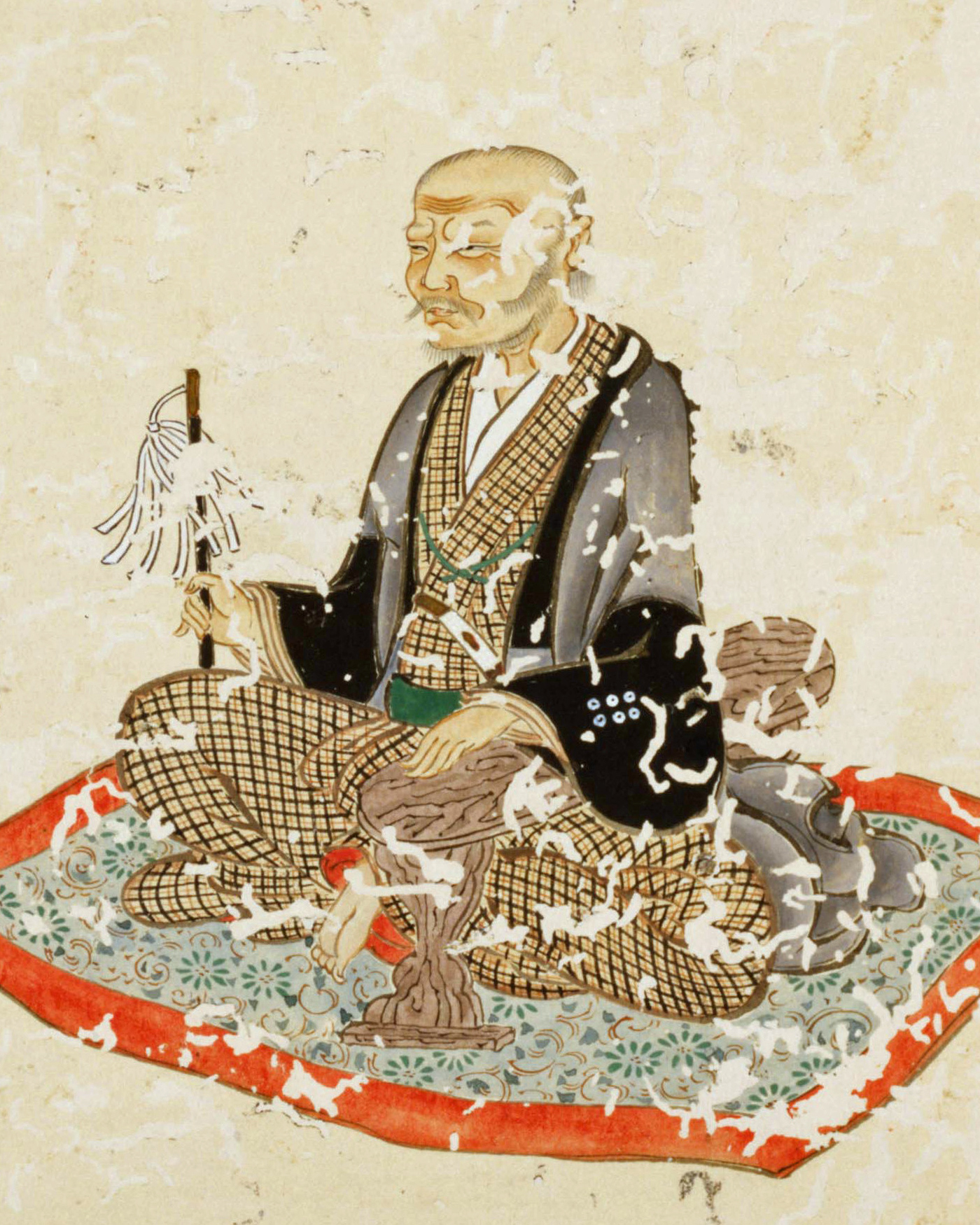
Портрет Масаюкі

У травні 1573 року Шінґен помер під час своєї кампанії, і Масаюкі продовжив служити його спадкоємцю Такеда Кацуйорі. У 1574 році помер його батько Юкітака. У той момент його старший брат Санада Нобуцуна вже змінив свого батька на посаді глави клану Санада. Однак, в ході провальної битві при Наґашіно (1575) проти клану Ода, його старші брати, Нобуцуна і Масатеру були вбиті, тому він повернувся в клан Санада і став новим главою.
У 1579, через рік після смерті Уєсуґі Кеншіна, був створений союз між кланами Такеда і Уєсуґі. Наступного року, за наказом  Такеди Кацуйорі, Масаюкі вторгся в провінцію Кодзуке, який в той час був доменом Ходзьо, і захопив замок Нумата, поставивши його під контроль клану Такеда.
У 1581 році Кацуйорі наказав йому контролювати будівництво нового замку Сінпу в Нірасакі. У тому ж році Нумата Кагейосі, колишній власник замку Нумата, спробував повернути свої володіння, але Масаюкі зірвав його плани. У квітні 1582 року союзні сили Ода і Токугава почали вторгнення на територію Такеда. Масаюкі порадив Кацуйорі покинути провінцію Кай і бігти у володіння Санади в  Кодзуке. Замість цього Кацуйорі вирішив сховатися у Оямади Нобусіґе, але був відданий і в кінцевому підсумку помер. Після падіння клану Такеда Масаюкі поступився Нобуназі. Масаюкі вдалося зберегти більшу частину свого володіння, але довелося відректися від Нуматі.

## Конфлікт Тенсьо-Дзінго

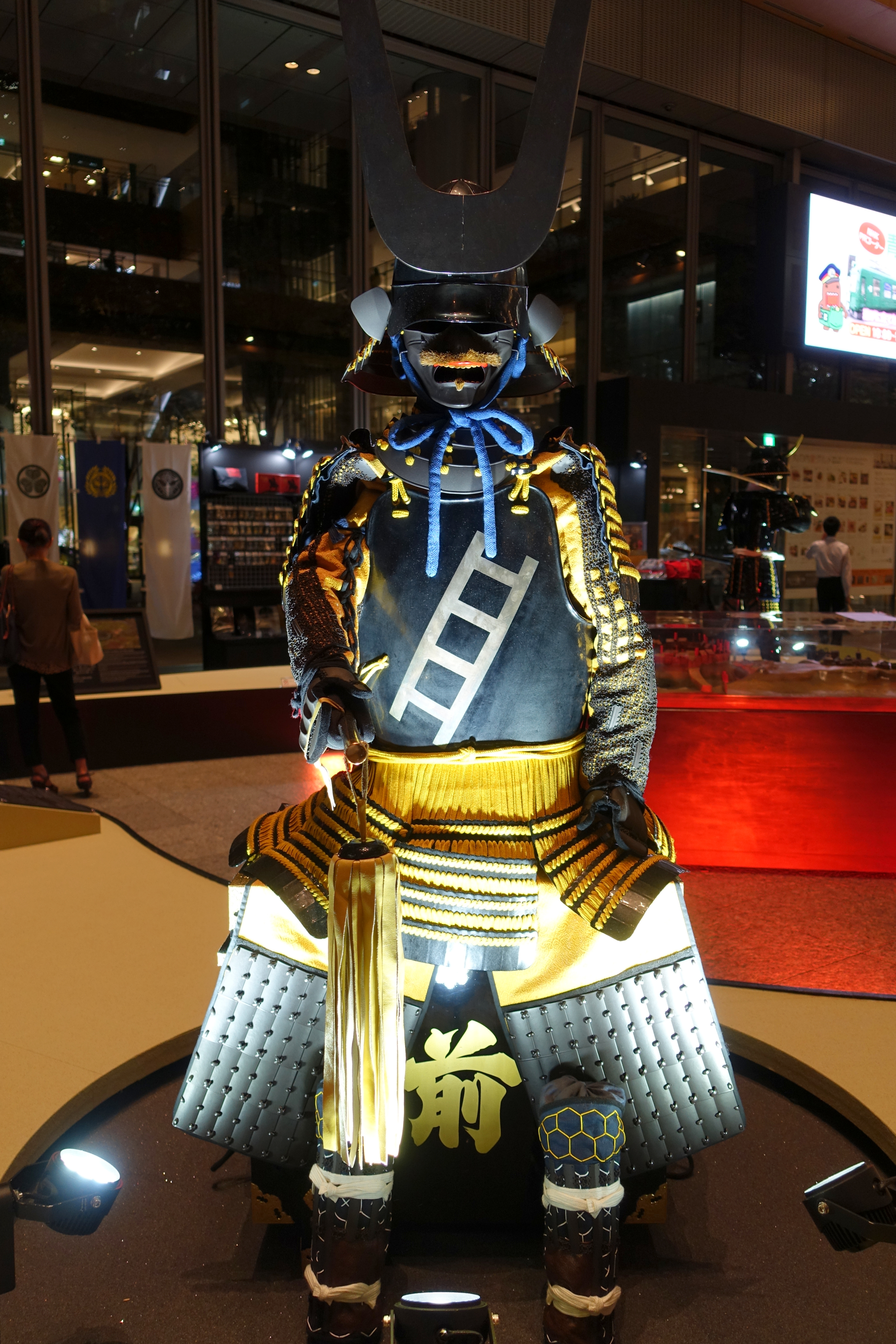
Обладунки Санади Масаюкі

Однак, Нобунаґа незабаром загинув при інциденті в Хонно-дзі 21 червня 1582 року. Після смерті Нобунаґи хватка клану Ода над колишніми територіями Такеда ослабла. Серед хаосу васали, які були призначені Нобунаґою для управління цими територіями, такі як Морі Нагайосі і Кавадзірі Хідетака, були вбиті місцевими повстанцями. Бачачи це, сусідні клани Токуґава, Ходзьо і Уєсуґі почали претендувати на владу в провінціях Сінано, Козуке і Кай.
5 липня Такігава Кадзумасу програв вторглася армії Ходзьо в битві при Каннагава. Масаюкі супроводжував залишилися сили Кадзумасу через Суву, в Сінано. Але бачачи цей шанс Масаюкі послав свого дядька Ядзава Юріцуну забрати замок Нумата. Крім того, він поставив свого старшого сина Нобуюкі на чолі замку Івабіцу, ще більше зміцнюючи Східний Кодзуке. 10 липня Уєсуґі Каґекацу вторгся в Північний Сінано. Масаюкі спочатку став на бік Уєсуґі, але через пару тижнів перейшов на бік Ходзьо. Армії Уєсуґі і Ходзьо зіткнулися один з одним в Каванакадзімі 30 липня, але прямого бою вдалося уникнути, оскільки армія 
Ходзьо повернула назад і рушила на південь у бік провінції Кай, яка, в свою чергу, була захоплена силами Токуґави. Тим часом, один з головних васалів клану Уєсуґі, Сібата Кацуіє, повстав, і сили Уєсуґі також повинні були повернутися з Північного Сінано, щоб впоратися з цим. У якийсь момент Ходзьо наблизився до контролю над більшою частиною провінції Сінано, але потім у жовтні Масаюкі раптово зрадив їх, надавши допомогу їжі Нобусіґе, місцевому дайме, який чинив опір Ходзьо під прапором Токуґави в замку Касуга. Потім він офіційно перейшов на бік Токуґави. Зіткнувшись з цим, Ходзьо Удзінао побачив, що його позиції в конфлікті слабшають, і вирішив укласти мирний договір з кланом Токуґава. Ця подія ознаменувала кінець конфлікту, який тривав приблизно 5 місяців після смерті Нобунаґи. Масаюкі був тепер васалом Токуґави.

## Конфлікт з Токугавою
У 1583 році Масаюкі приступив до будівництва замку Уеда і прилеглого міста.
У 1584 році Токуґава Ієясу очолив свою армію в битві при Комакі і Наґакуті проти Хасіба Хідейосі. Масаюкі був залишений в Північному Сінано, щоб тримати клан Уєсуґі під контролем і скористався цією можливістю, щоб підпорядкувати невеликих, сусідніх дайме і зміцнити свою владу в регіоні. У грудні, коли Токуґава уклав мир з Хідейосі і повернувся на свою територію, він примусив Ходзьо Удзінао діяти на умовах їх договору.
У цьому договорі, серед іншого, Токуґава Ієясу погодився передати замок Нумата і прилеглі до нього землі в провінції Кодзуке клану Ходзьо. У квітні 1585 року Ієясу висунув свою армію в провінцію Кай, щоб чинити тиск на Масаюкі, щоб той відмовився від замку Нумата. Масаюкі, однак, чинив опір необхідності передати його, завоювавши його з великим зусиллям кілька років тому. Зрештою, він вирішив перервати відносини з Токуґава Ієясу, відправивши свого другого сина Нобусіге до Уєсуґі Каґекацу як заручник. Цим кроком він фактично приєднався до сторони Хасіби Хідейосі, яка виступала проти альянсу Токугава - Ходзьо.
Кілька місяців по тому сили Токуґави вторглися на територію клану Санада в північній провінції Сінано і взяли в облогу замок Уеда, який захищали лише 1200 солдатів. Однак Масаюкі здобув вирішальну перемогу. Тим часом, Ходзьо Удзінао атакував замок Нумата, але також був переможений силами Санади. Це була перша перемога, яка принесла Масаюкі популярність.

## При правлінні Тойотомі
Після перемоги над кланом Токуґава, Масаюкі став васалом Тойотомі Хідейосі. При цьому він послав свого сина Нобусіге (в той час заручника клану Уєсуґі) як заручника в Осаку. У 1586 році клан Ходзьо намагається знову захопити замок Нумата, але знову програє. Сили Токуґави також знову нападають на замок Уеда, але Тойотомі Хідейосі втручається. На той момент політичний вплив Хідейосі в Японії занадто сильно, щоб Токуґава міг йому протистояти, і за його посередництва атака скасовується. Однак він призначає Масаюкі як резервну силу проти більших сил Токуґави в регіоні.
У 1587 році, Масаюкі відправляється в Сунпу, щоб зустрітися з Токуаґвою Ієясу. Потім він відправляється в Осаку, щоб отримати аудієнцію Тойотомі Хідейосі, і таким чином формально стати його васалом. Ще два роки пройдуть до тих пір, поки суперечка між кланами Санада і Ходзьо за участю замку Нумата і прилеглих районів не буде врегульована Хідейосі. У 1589 році клан Санада передав всі свої володіння, включаючи замок Нумата, клану Ходзьо. У свою чергу, він надав їм деяку територію в Південному Сінано. Однак до кінця цього року Іномата Кунінорі, слуга клану Ходзьо, який керував замком Нумата напав на довколишній замок Нагурумі, захищений силами Санади. Атака успішна, і замок захоплений силами Ходзьо, але до цього часу Тойотомі Хідейосі ввів правило, яке заборонило дайме брати участь у битві за приватні суперечки. Цей інцидент повністю порушив це правило, і він став причиною облоги Одаварі в 1590 році і подальшого падіння клану Ходзьо.
Після смерті Хідейосі в 1598 році Масаюкі приєднався до сторони Ісіди Міцунарі під час битви при Секіґахарі. Масаюкі послав свого старшого сина, Нобуюкі, на східну сторону, в той час як Масаюкі і його молодший син, Нобусіге, билися на західній стороні, що забезпечило виживання клану Санада. Зміцнюючи замок Уеда, Масаюкі бився проти 38000 чоловік Токуґава Хідетада тільки з 2000 солдатів. Масаюкі зміг завдати важкого удару по Хідетаді і затримати його сили досить довго, щоб вони не змогли вчасно з'явитися на головному полі бою.
Однак західна сторона, на чолі з Ісідою Міцунарі, програла основний бій, а перемогла Токуґава Ієясу змогла перерозподілити феоди за своїм бажанням. Масаюкі і Нобусіге спочатку повинні були бути страчені, але, враховуючи участь Нобуюкі в Східній армії, замість цього вони були заслані в Кудояму в провінції Кії. Клан Санада був успадкований Санадою Нобуюкі. Санада Масаюкі помер від хвороби в Кудоямі в 1611 році.

## Спадщина
Незважаючи на те, що Масаюкі ніколи не міг розширити свої території, він, тим не менш, вважається талановитим дайме. Тойотомі Хідейосі говорив, що його відданість була непостійною і йому не можна було довіряти. Тим не менш, саме його альянси допомогли клану Санада пережити натиск ворожих кланів, і, починаючи з періоду Едо, він був більш піднесений, ніж очорнений.

## В кінофільмах
- Санада Тайхейкі, 1985 телесеріал, зіграний Тецуро Тамбой.[4]
- Санада Мару, NHK, Тайга драма, 2016 року, яку грає Масао Кусакарі.[5]

## Дв. також
- Санада Юкімура
- Рід Санада